# ادمون بايل
ادمون بايل هو فنان زجاج ملون ورسام سويسري، ولد في 24 يناير 1878 في Valangin ‏ في سويسرا، وتوفي في 8 مارس 1959 في ساير في سويسرا.